# 丁善徳
丁 善徳（てい ぜんとく、Ding Shan-de, 1911年11月12日 - 1995年12月8日）は、中国の作曲家、ピアニスト。

## 略歴
1911年、江蘇省崑山生まれ。1928年に上海音楽院に入学する。ピアノをボリス・ザハロフに、作曲を黄自に師事。1935年年にピアノ科を卒業した後河北省立女子師範学院音楽科で教鞭をとる。1937年に日中戦争が始まると母校の上海音楽院に戻って教鞭をとった。この時期に、陳又新、労景賢と上海音楽館の創立に関わっている。
1947年、パリ国立高等音楽・舞踊学校に留学し、ナディア・ブーランジェに師事した。1949年に帰国し、上海音楽学院の教授に迎えられ、作曲科主任や副院長を歴任した。

## 主な作品

### 管弦楽曲
- 交響曲「長征」
- 交響組曲「新中国」

### ピアノ独奏曲
- 児童組曲
- 第一新疆舞曲
- 第二新疆舞曲

## 家族・親族
- 外孫：余隆は指揮者。